# Licinnius Serenianus
Licinnius Serenianus (sein Praenomen ist nicht bekannt) war ein im 3. Jahrhundert n. Chr. lebender römischer Politiker.
Durch eine Inschrift auf einem römischen Meilenstein, die auf dem Gebiet der ehemaligen römischen Provinz Cappadocia gefunden wurde und die auf 235/236 datiert ist, ist belegt, dass Serenianus Statthalter (Legatus Augusti pro praetore) dieser Provinz war; er amtierte vermutlich von 233/234 bis 235/236 in der Provinz. Auf zahlreichen weiteren Meilensteinen in Cappadocia wurde sein Name aus unbekannten Gründen ausgemeisselt; er ist der einzige Statthalter der Provinz Cappadocia, bei dem dies der Fall ist.
Firmilian schreibt in seinem Brief an Cyprian, dass Serenianus als Statthalter (praeses) ein grausamer Verfolger der Christen (acerbus et dirus persecutor) gewesen ist. Ob die Christenverfolgung der konkrete Anlass für die Eradierung seines Namens auf den Meilensteinen war, ist unsicher.
Vermutlich ist er mit dem Lic(inius) Serenianus identisch, der durch eine Inschrift aus der Provinz Baetica belegt ist. Dieser ließ die Inschrift zusammen mit seiner Frau Varinia Flaccina für das Wohl seiner Tochter Varinia Serena errichten.